# 暗夜心慌慌
《暗夜心慌慌》是中国大陆一部侦探类悬疑推理剧。
讲述了20世纪30年代中国大陆一位推理能力强的记者包正与助手杜子腾、民国当局地方警长侯启发、留学伦敦归来的法医寒冰和餐厅老板曾美丽一同合作解决的几个案件。
该剧由湖南卫视推出，演员大部分来自湖南卫视。该剧只有20集，每两集分为一个故事，一共十个故事。

## 角色
| 演员   | 角色   | 身份 |
| 马可   | 包正   | 民众日报社记者，因帮助警方破案有功而闻名，性格正直                                                         |
| 刘一含 | 寒冰   | 毕业于英国伦敦大学医学院，主修外科解剖学，因擅长于法医鉴定经推荐代替老法医职位成为警方法医，与包正关系密切 |
| 梁超   | 杜子腾 | 包正的助手，有点冒失                                                                                       |
| 蒋宏杰 | 曾美丽 | 餐厅老板，与包正等人为好友                                                                                 |
| 李强   | 侯启发 | 民国当局江南某镇警属警长，推理能力不强破案基本靠包正等人的帮助，后曾协助包正洗刷罪名                       |

## 剧情

### 狼人案
城中据传言有狼人出没，而富家子弟孔刚与女友海音约定三年期限即将到来，包正在协助警方侦破城中部分案件中设计捕获狼人得知了真相

### 京戏班案
水玲珑在表演京剧《霸王别姬》中用项羽的剑自刎，结果道具剑是真剑，死者被认定为主动自杀。后来其同事白水晶在表演同样的京剧中以同样地手法自刎，包正认定这次并非自杀。

### 蜘蛛村案
蜘蛛村村长的女儿小洁得了失心疯流落街头，吴诚见后妄想图谋不轨，将小洁带往小竹林进行调戏，被跟踪而来的晴美发现，失手误杀小洁。本想隐瞒真相却终究浮出水面

### 夏家庄案
夏家公子夏雨凡以外坠楼，生前曾案例青楼女子杨雪荷。

### 钟家案
彩云出生于贫困人家，被父亲卖到钟家，但是迟迟未见丈夫钟鸣鹤，而丫鬟、管家的奇怪举动加上家中灵异的现象和不能说的秘密，激发了彩云的第二人格。

### 废弃诊所案
一所荒废的诊所，竟然还有人想买下来，此事引起包正的怀疑，从而开始调查。

### 死神报馆案
光华日报社接连发生命案，死者处于密室，还是难以解谜的密室杀人案。作为竞争对手的民众日报社记者包正在社长的同意下帮助破案，揭开了杀人真凶。

### 沈家案
一位孕妇雨中跑到医院生子，正巧遇上一位富家妻子并赶出接生室，两位孕妇的孩子所幸无恙，但是时至富家主人病逝之后，当年还有一段隐情才浮现出来。

### 逃犯案
一名无辜受冤的犯人沈放，逃亡途中听见了杀人现场的情况，在逃过程中挟持包正，之后寻求包正的帮助只求为亡妻上坟然后投案自首，然本以为自己女儿已死的他经过包正等人的调查知道她未死。

### 金条案
包正被诬陷杀人，出于主动澄清他被捕途中逃亡，最后经过众人的帮助找出了真凶洗刷了罪名。

## 启示
剧中包正每逢章节结束会有一段结语或心中独白，是关于整个案件的反思与人性的启示。
- 善有善报，恶有恶报，不是不报，时候未到。——狼人案
- 菩提本无树，明镜亦非台，所谓蜘蛛村的幽灵其实并不存在。若世上真有阴暗的幽灵，我想那也是来自人性深处的贪念与欲求。欲望会带给人希望和追求，但过度贪婪，只会带来无尽的伤害，希望蜘蛛村的悲剧，从此终结。——蜘蛛村案
- 在雪荷心里，充满了爱也充满了怨恨。爱让雨林和雪荷敢于冲破世俗的观念，恨让雪荷冲动地误杀了雨凡。在爱与恨，善与恶之间，往往只有一念之差。人世间有很多的出乎意料和促不及防，简单的仇怨往往会掩盖事实的真相，带来不可弥补的伤害。多一些爱，少一些恨，多一份宽恕，少一份争执。我想，这就是雪荷带给我们的最大启示把——夏家庄案
- 生病的彩云无法认清自己，但清醒的我们呢？我们又能多大程度的认清自己？我想人生最大的难题，或许就是认识自己 ——钟家案
- 知错能改这四个字是我们劝导人向善最常用的一句话。可他们却选择了以过补过这种愚蠢的方式来面对自己的过错。最终泥足深陷，伤了他人也毁了自己，寒冰也差点成为他们的牺牲品，不过庆幸的是我们还有明天，他们却失去了未来。——死神报馆案
- 张家树是一个满怀正义的年轻人，但是他也是复仇的死神。仇恨就像一枚有毒的种子，深深扎根心田，就会开出惨烈的恶魔之花。世间的很多惨剧，往往都是因为仇恨而生。复仇的心愿驱使张家树走上了一条不归路，斩杀了仇人同时也毁灭了自己。复仇的心愿无论如何都应该限定于法律的正义之内。不知道张家树此时此刻能否明白。爱和正义才是战胜邪恶的最伟大的力量。
- 二十五年来的隐忍，眼看就要到手的幸福，却因贪念而失之交臂，换来的仍是一场空。幼吾幼以及人之幼，学会宽容与善待，这样的爱才不会带来悲伤与伤害
- 很多人都好奇金子现在的去处，我想金子已经回到了它该在的地方。我希望以后也不会再有人找到它，这样也不会再有人因为它而受到任何伤害。生活当中其实还有很多东西比金子更加重要。